# Darren Barr
Darren Barr (Glasgow, Escocia, 17 de marzo de 1985), futbolista escocés. Juega de defensa y su actual equipo es el Kilmarnock FC de la Scottish Championship de Escocia. 

## Selección nacional
Ha sido internacional con la selección de fútbol de Escocia, ha jugado 1 partido internacional.

## Clubes
| Club                   | País    | Año       |
| ---------------------- | ------- | --------- |
| Falkirk FC             | Escocia | 2004-2005 |
| Forfar Athletic        | Escocia | 2005      |
| Falkirk FC             | Escocia | 2006-2010 |
| Heart of Midlothian FC | Escocia | 2010-2013 |
| Kilmarnock FC          | Escocia | 2013-2014 |
| Ross County            | Escocia | 2014-2015 |
| Dumbarton FC           | Escocia | 2015-     |

## Palmarés

### Campeonatos nacionales
| Título          | Club                | País    | Año  |
| --------------- | ------------------- | ------- | ---- |
| Copa de Escocia | Heart of Midlothian | Escocia | 2012 |